# Тайожний (смт)
Тайо́жний (рос. Таёжный) — селище міського типу у складі Совєтського району Ханти-Мансійського автономного округу Тюменської області, Росія. Адміністративний центр та єдиний населений пункт Тайожного міського поселення.
Населення — 2074 особи (2017, 2370 у 2010, 2526 у 2002).